# Argia
Аргіа (баск. Argia) — щотижневий журнал на баскською мовою, заснований в 1919 році. Це найстаріший баскський журнал, що видається. Редакція журналу знаходиться в Ласарте-Оріа в Країні Басків. Журнал називався «Zeruko Argia» (в перекладі з баск. — «Небесне світло») у 1919—1921 та 1963—1980 роках, «Argia» (з баск. — «Світло») — у 1921—1936 і з 1980 до теперішнього часу. Журнал не виходив з 1936 по 1963 роки через громадянську війну в Іспанії і заборони на публікації баскською мовою при режимі Франсиско Франко.
Саме журналісти з «Аргіа» у 1990 році створили баскську газету "Euskaldunon Egunkaria ", 2003 року закриту за рішенням судді Хуана дель Олмо — іспанського судді Національного Суду Іспанії — на підставі звинувачень у підконтрольності ЕТА.